# Järnväg

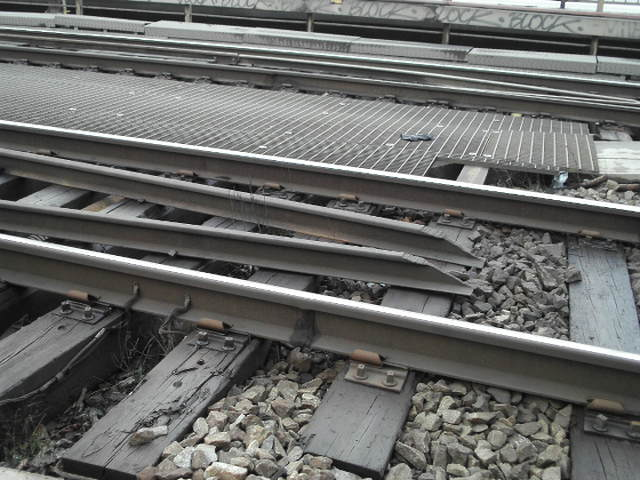
Närbild av järnvägsräl med urspårningsräl.

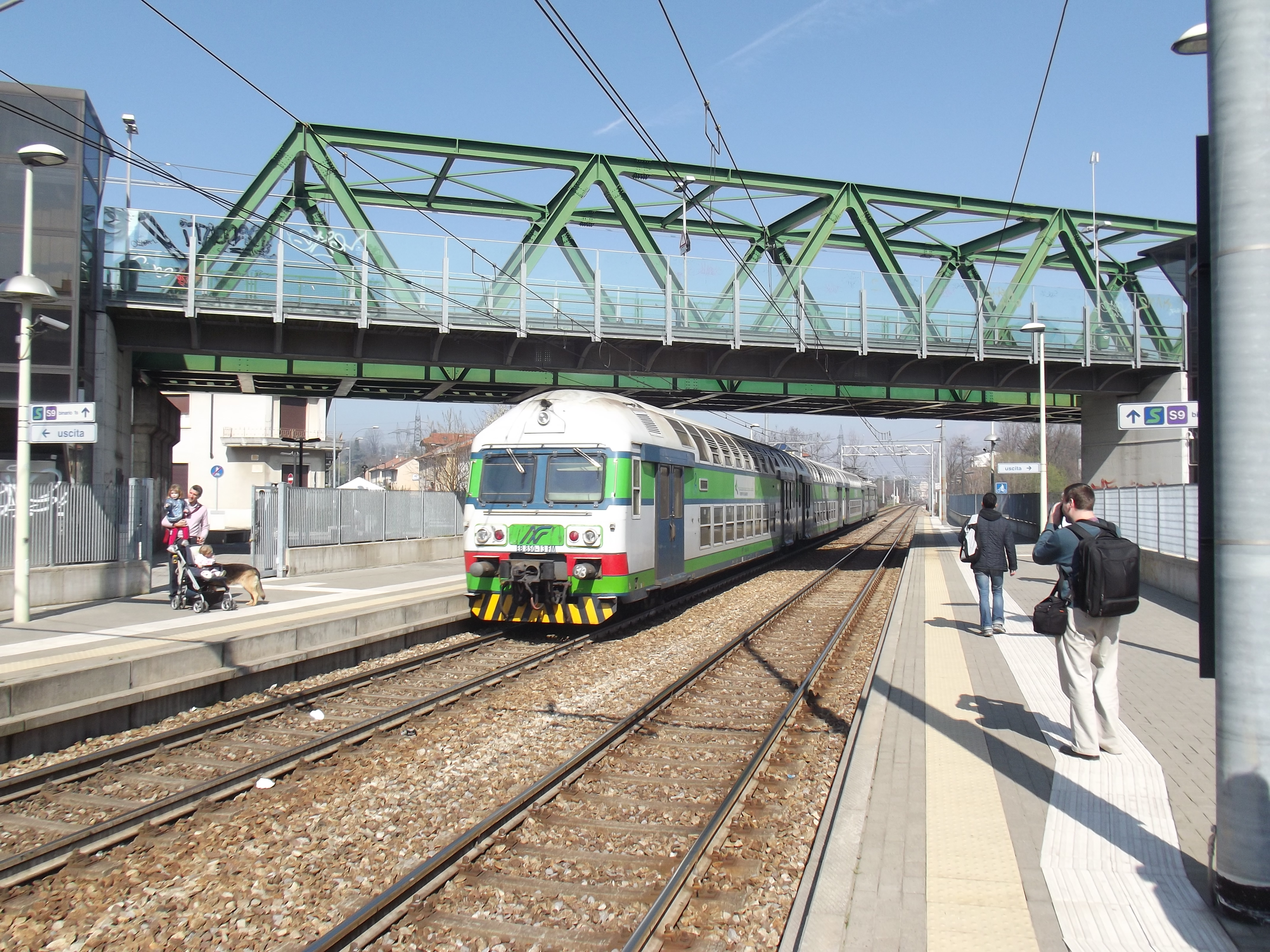
Järnvägsbro i Italien.

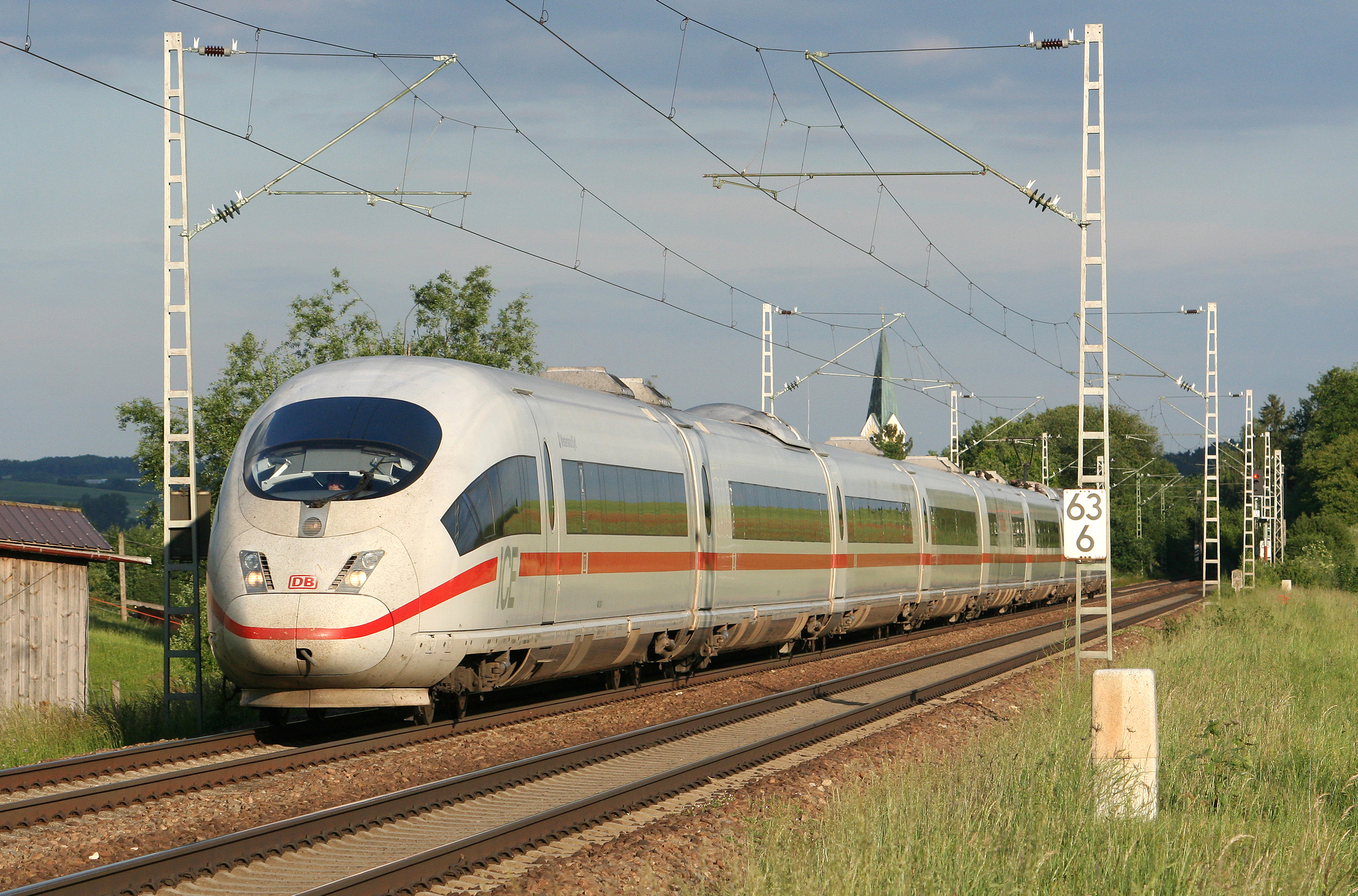
Tyskt InterCityExpress-tåg 2007.

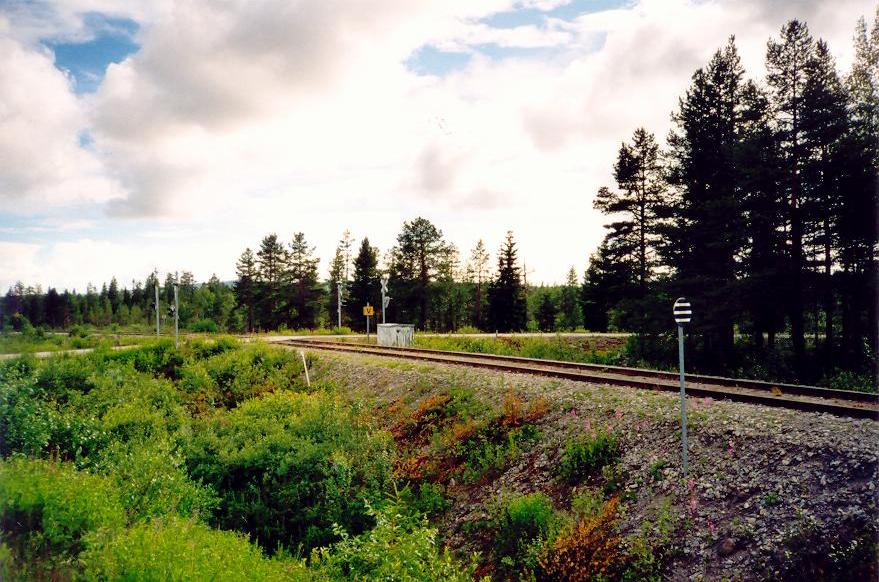
Inlandsbanan mellan Storuman och Sorsele sommaren 2002.

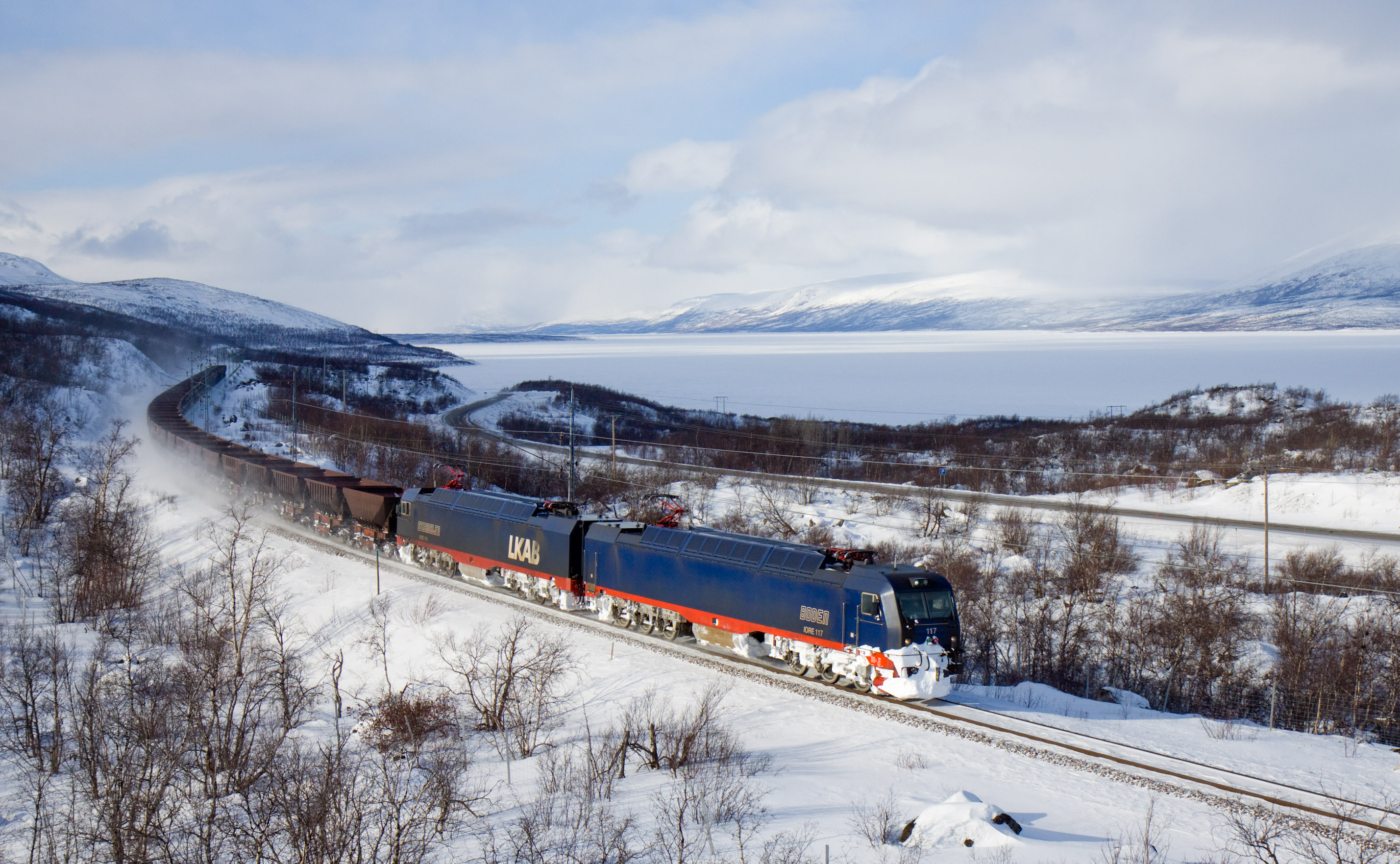
Godståg på Malmbanan i mars 2009.

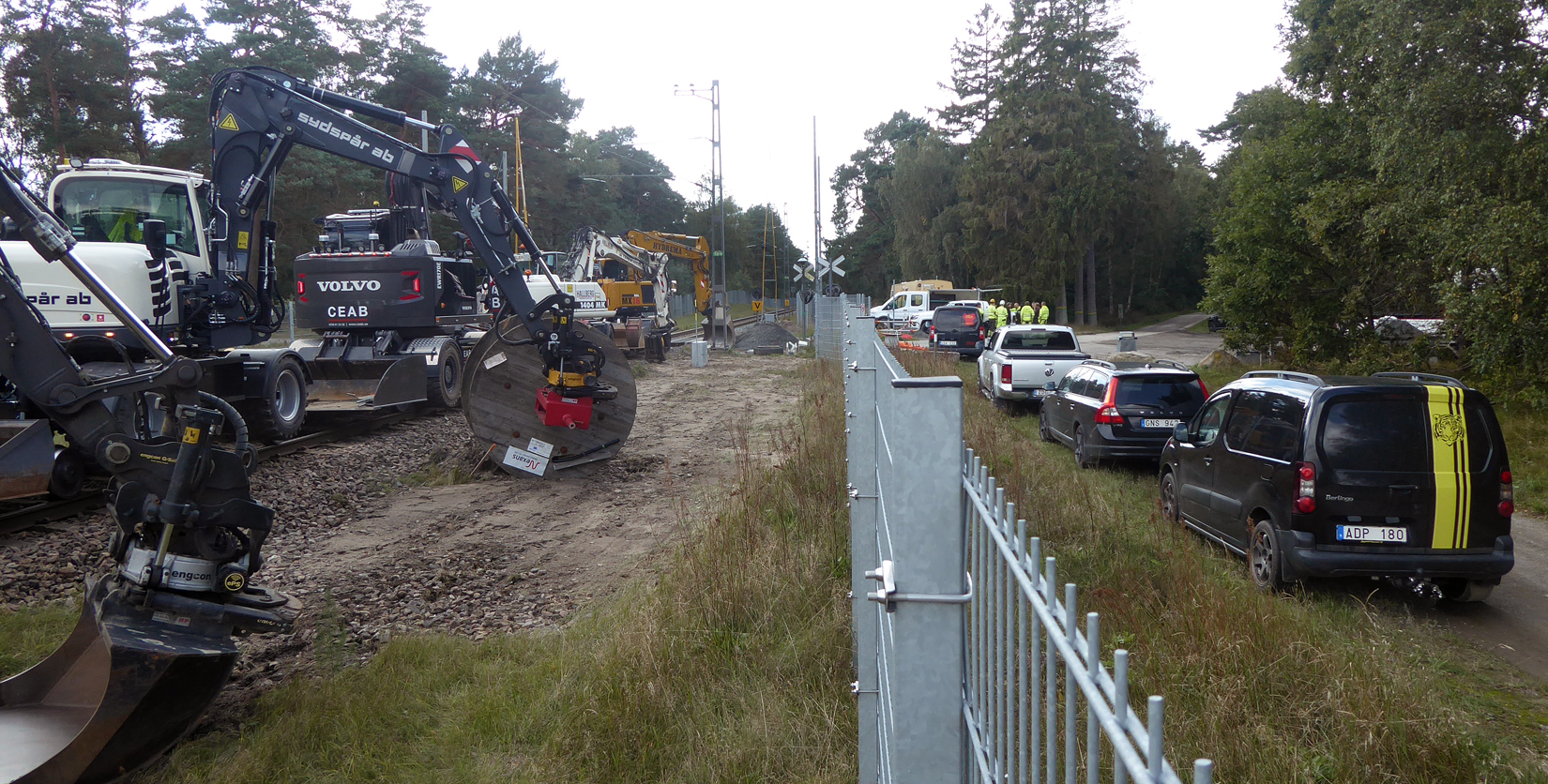
Instängsling och spårarbete på linjen Ystad-Simrishamn i sep 2019.

En järnväg är ett spårburet transportmedel för tåg på särskild banvall för gods eller passagerare.
Som järnväg räknas vanligen inte lokala spårtrafiksystem såsom spårväg, spårtaxi, tunnelbana eller gruvspår.
Tågen drivs av lok eller motorvagnar drivna med elmotor, förbränningsmotor, ångmaskin eller i vissa fall ångturbin. I loket/motorvagnen sitter en lokförare som kör tåget, och i vissa vagnar sitter passagerare medan andra vagnar används för godstransport. Numera skiljer man ofta på persontåg ("passagerartåg") och godståg. Sedan slutet av 1800-talet drivs allt fler tåg med elmotor i stället för ångmaskin, och numera är tåg drivna med ångmaskin mycket sällsynta på de flesta håll i världen. Dieseldrivna tågmotorer är däremot fortfarande vanligt.
Järnvägen betraktas som en viktig del av samhällets allmänna infrastruktur.

## Allmänt
Rälsen utgör en slät och hård yta som hjulen kan rulla över med minimalt friktionsmotstånd. En fullastad järnvägsvagn kan väga över 100 ton. Vagnen och godset bärs oftast upp av 8 hjul, fördelade på 2 boggier. Varje hjul har då en kontaktyta mot rälsen som inte är större än ungefär en femtioöring. Den släta ytan gör också att resan blir behaglig för passagerarna.
Järnvägens användning av elektrifiering, kombinerat med dess relativt höga kapacitet och maxhastigheter, gör att den ofta är det snabbaste och bekvämaste sättet att förflytta passagerare såväl som gods, både miljö- och energieffektivt, vilket är varför dess marknadsandel av världens transportsektor fortsätter att stadigt öka. Järnväg är på grund av dess effektivitet - då flera spår kan användas för att färda tåg i motsatta riktningar samtidigt, samt dess miljövänlighet - ett väldigt litet klimatavtryck samt en relativt liten energimängd per passagerare och kilometer - numera förstavalet för många kollektivtrafikanpassningar världen över, både på kort, och lite längre (medellång) distans.
Järnvägsbolag och andra förvaltare av järnväg är ofta mycket medvetna om sin miljöprofil i marknadsföringen; i Sverige har många persontåg naturskyddsföreningens märkning Bra Miljöval.

## Historik
På 1500-talet började man använda "trävägar" nergrävda i jorden och dragna av hästar. Vagnar på spår har använts sedan antiken i bland annat gruvdrift. Självgående rälsfarkoster började användas i England och nordöstra USA i början på 1800-talet. Första järnvägen för persontrafik öppnades 1825 mellan Stockton-on-Tees och Darlington i Storbritannien. Med järnvägen förkortades restiden avsevärt och resandet blev allt enklare.
Medan spårvagnar brukade dras av hästar innan de blev elektrifierade (i Sverige fram till sekelskiftet 1900) så fanns under en övergångsperiod, innan ångloken tog över, också hästjärnvägar på några håll. Nämnvärd är den första kontinentaleuropeiska järnvägslinjen som sträckte sig från Budweis i Böhmen genom bergig terräng till Linz i Österrike och därifrån vidare till Gmunden (197 km). Delsträckan mellan Budweis och Linz var i drift mellan 1832 och 1872, då den ersattes av ångloksdriven trafik på en ny sträckning. Delsträckan mellan Linz och Gmunden togs i drift 1836 och fick ånglokstrafik 1855. Den första järnvägen i Sverige, Frykstabanan, hade också hästdragen trafik i början (1849–1856).
Järnvägsintresset hade en rad olika invändningar och betänkligheter att övervinna i olika länder. I Sveriges riksdag varnades det till exempel för att bygdens folk skulle stjäla järnvägsskenorna. Kung Ludvig I av Bayern mottog av sitt övermedicinalkollegium följande varning: "Resor med ångvagn kommer ofelbart att framkalla svåra hjärnsjukdomar hos de resande ej mindre än hos åskådarna; för att åtminstone bereda åskådarna skydd borde banan omgivas med högt brädstängsel". Detta hindrade dock inte att järnvägarna i Sverige växte ut från 507 km år 1860 till 3 681 år 1875 och i Tyskland från 2 131 km år 1845 till 7 781 år 1855, till 13 821 år 1865 och till 27 795 km år 1875.
Under andra hälften av 1900-talet förlorade järnvägarna marknadsandelar till andra transportsätt beroende på långsamhet och dålig kundanpassning vilket i sin tur berodde på nationella monopol och standarder[källa behövs]. Under 1990-talet fattade EU beslut[källa behövs] om avreglering och en europeisk standard ERTMS för att underlätta gränsöverskridande trafik och genom standardisering sänka kostnaderna. Många länder började samtidigt investera i höghastighetslinjer (se höghastighetsbana) som främst konkurrerade med inrikesflygen.

## Järnvägsspår
Järnvägsspåren har olika spårvidder, den vanligaste är 1435 mm. Denna spårvidd kallas normalspår. Alla spårvidder som är smalare kallas med ett gemensamt namn för smalspår och alla bredare för bredspår.
En av anledningarna till att det existerar så många olika spårvidder är att olika järnvägar haft olika behov, och olika budget. Ju bredare vagnarna var, desto mer last kunde de ta, men bredare vagnar krävde även bredare spår för att gå stadigt. Bredare spår kräver bredare banvall som kräver större inköp av mark. Mer last betydde även tyngre vagnar och kraftigare lok, vilket tillsammans betydde att rälsen måste vara kraftigare för att bära. Eftersom kraftigare räls, kraftigare lok och bredare vagnar kostade mer valdes förr ofta smalspår av ekonomiska skäl. En annan fördel med smalspår är att ju mindre spårvidden är, desto snävare kurvradier kan man använda. På 1800-talet var gemensam godstrafik mindre viktig, eftersom godset ofta inte gick så långa sträckor. Förbättringen jämfört med ingen järnväg var mycket stor i vilket fall.
Spårvidden spelar störst roll för godstrafik. Man vill inte lasta om godsvagnar eftersom det är arbetskrävande och kostsamt. För passagerartrafik spelar det mindre roll eftersom passagerarna lättare kan byta tåg. I Spanien har man byggt snabba passagerarbanor med normalspår trots bredspår i övrigt. Eftersom ändpunkterna är i storstäder där många ändå byter fungerar det bra. Numera spelar spårvidden mindre teknisk roll. Det finns smalspåriga järnvägar som försetts med samma typ av räls som vanliga normalspåriga järnvägar och kan trafikeras i nästan samma hastigheter. I delar av Östeuropa (främst i det forna Sovjet) har järnvägarna större spårvidd (s.k. bredspår, 1524 mm). Vissa vagnar har anordningar för att ändra spårvidden på sina axlar.
Järnvägskoppel är en nästan lika viktig del av infrastrukturen som spårvidden, åtminstone för godståg. Olika standarder finns. UIC har sedan 1922 i olika omgångar diskuterat införande av automatkoppel. Man har fastslagit en standard för detta koppel men aldrig lyckats komma överens om när det ska genomföras.
Läs mer:
- järnvägsspår
  - Specifikationer
    - Lastprofil; Vikter STAX; Adhesionsvikt; Hastighet STH;Spårvidd; Gångegenskaper; Spårgeometri; Boggi

  - Komponenter
    - Räls; Solkurva; Sliper; Rälsbefästning; Ballast

  - Järnvägsväxel
    - Flänshjul; Växelvärmning; Krysstation; Klotväxel; Skyddsväxel; Stoppbock; Spårspärr; Säkerhetsräl
- Järnvägsstationer
  - Allmänhetens begrepp:
    - Centralstation eller Resecentrum; Järnvägsknut; Hållplats

  - Transportbranschens begrepp:
    - Rangerbangård; Kombiterminal

  - Trafikverkets begrepp:
    - Trafikplats; Driftplats (järnväg); Krysstation; Mötesstation; Säckstation; Hållställe; Linjeplats; Stins; Tågklarerare
- Bana
  - Stambana; Industrispår; Järnvägsknut; Bangård
  - Höghastighetsbana.

## Järnvägstrafik
Tågen är anpassade efter kundernas behov. Vid längre transporter vill man ha hög hastighet och färre stopp för att öka snabbheten, men kan acceptera glesare turer med flera vagnar för att belasta bankapaciteten mindre. Vid kortare transporter är det tvärtom. Förr blandade man passagerarvagnar och godsvagnar i tågen men numera är tågen anpassade till det de transporterar:

### Passagerartrafik
I Sverige utgjorde passagerartrafiken år 2009 11 miljarder personkilometer. Ökningen blev 76 procent sedan 1990.
- Pendeltåg. Avsedda för arbetspendling och lokalresor inom ett storstadsområde. Har ofta stationer cirka var 5:e kilometer eller tätare. Turtätheten är ofta varje kvart eller varje halvtimme. Moderna elektriska pendeltåg accelererar snabbt till över 100 km/h och återladdar energi vid inbromsning.
- Regionaltåg. Avsedda för resor mellan större städer inom en region, ofta är målet en storstad. Turtätheten är vanligen mellan 1 och 2 per timme. Tågen är relativt bekväma och kan nå upp till 200 km/h. Är ofta utrustade för arbete under färden. Regionaltåg finns också mellan mellanstora och mindre städer och har då oftast en turtäthet omkring varannan timme.
- Fjärrtåg. Avsedda för resor mellan landsändar som ett alternativ till flyg. Mycket få stationer och ofta 5–10 turer per dygn. Når i Sverige upp till 200 km/h och i framtiden över 250 km/h. Tågen har servering och erbjuder två komfortklasser.
- Nattåg. Avsedda för privatresor längre sträckor, normalt 600–1 500 km. Har tätare stopp än fjärrtåg och farten anpassad för att nå fram på morgonen. Nattågen består normalt av traditionella lok och vagnar och tågen är oftast långa. Erbjuder både sov- och liggplatser i olika klasser.

### Godstrafik
I Sverige utgjorde godstrafiken 2007 och 2008 23 miljarder tonkilometer, från att 1980–2000 legat konstant kring 19 miljarder tonkilometer.
- Kombitåg. Tåg med blandade vagnar. Vagnarna kan vara avsedda för standardiserade transportbärare som växelflak och containrar lätta att omlasta till lastbilar. Kan även transportera hela lastbilar och släp. Kan även innehålla vagnar för löst gods. Går oftast mellan större terminaler där ankommande tågs vagnar rangeras så att nya avgående tåg bildas. Ofta till utlandet. Loken ofta anpassade till flera drift- och signalsystem.
- Snabbgodståg. Avsedda för långa transporter med kort leveranstid till exempel posttåg.
- Vagnslastrafik Tåg som körs åt flera kunder med en blandning av vagnar till en rangerbangård. På rangerbangården sorteras vagnarna till rätt destination och avgår i ett nytt tåg. På så sätt kan vagnar från vilken trafikerad ort som helst sändas till vilken destination som helst. Vagnslastrafik sker även i utbyte med utlandet.
- Systemtåg Specialanpassade till ett speciellt gods till exempel järnmalm eller timmer och gående direkt mellan två platser för en viss kunds räkning, vanligen mellan en industri och en omlastningsplats (såsom hamn eller timmerterminal) eller mellan två industrier. Ofta till utlandet.
- Styckegodsvagnar godsvagnar med lastpallar eller paket körs inte längre i tågoperatörernas regi. Istället får företag som Posten lasta sådana vagnar och de räknas som till exempel snabbgodståg eller kombitåg.

Läs mer:
- Tåg
  - Godståg; Persontåg; Tjänstetåg; Pendeltåg; Rälsbuss; Biltåg; Höghastighetståg; snabbtåg; regionaltåg; spårväg; Tågnummer.

## Säkerhet

### Trafiksäkerhet
Ett tåg i rörelse har stor rörelseenergi och friktionen mot rälsen är låg. Det har därför mycket långa stoppsträckor, sträcka som behövs för att stanna. För att förhindra att flera tåg kör på samma sträcka, och därmed riskerar att kollidera, finns två huvudtyper av metoder/system;
1. Manuella metoder, i Sverige främst tåganmälan, där två tågklarerare (en i varje ände av sträckan) kommunicerar med varandra. När trafikledarna är överens om att sträckan är fri, ställer de manuellt signalerna till kör för nästa tåg och/eller ger tåget körtillstånd ("vinkar av" tåget).
2. Automatisk linjeblockering, där tåget genom egen påverkan (till exempel vid kortslutning av spårledning) automatiskt ställer signalerna till stopp mot den sträcka det befinner sig på. I Sverige har alla större järnvägslinjer automatisk linjeblockering. Järnvägssträckor med automatisk linjeblockering kan med fördel även fjärrstyras, vilket innebär att en trafikledare från en ledningscentral övervakar flera stationer och sträckorna däremellan. Sålunda fjärrstyrs exempelvis sträckan Göteborg – Halmstad från ledningscentralen i Göteborg medan sträckan Halmstad – Malmö fjärrstyrs från ledningscentralen i Malmö. Fjärrstyrning innebär ytterligare högre trafiksäkerhet än endast linjeblockering och är även resursbesparande (mindre personal behövs) och kapacitetshöjande (fler tåg kan trafikera sträckan). De flesta större järnvägssträckor i Sverige är idag fjärrstyrda och detta är den främsta anledningen till att den förr så välkände "stinsen" (egentligen tågklareraren) som "vinkade av tågen med sin spade" numera är ganska sällsynt.

På järnvägsstationer tillgodoses säkerheten genom Ställverk.

### Signalsystem
För att öka säkerheten har man utvecklat system för signalering och kontroll av tåg i rörelse. De första systemen bestod av semaforer och skyltar medan signalering från loket endast kunde ske med hjälp av vissla eller tyfon. Semaforerna har numera ofta ersatts av ljussignaler. Se mer under optiska signaler.

### ATC
På många järnvägslinjer, både med manuell trafikledning och automatisk blockering, används även någon form av ATC, Automatic Train Control, som bland annat övervakar hastighetsbegränsningar och att inte tågen passerar stoppsignaler. I Sverige har alla större järnvägslinjer och även de flesta mindre ATC. I Sverige är ATC obligatoriskt för att köra fortare än 80 km/h på de bandelar som har ATC. Banor utan ATC kan dock ha upp till 120 km/h som största hastighet.
Läs mer:
- Säkerhetssystem
  - Trafiksäkerhetsinstruktioner (SÄO och TRI)
  - Komponenter:
    - Spårledningar; I-räl; Axelräknare; Ställverk; Växeldriv; Förregling; Vägskyddsanläggning; Automatic Train Control (ATC); Baliser; Fjärrblockering; Optiska signaler; European Rail Traffic Management System (ERTMS); Eurobalis; GSM-R; Radioblockcentral; Tågfärdväg

### Elsäkerhet
Järnvägar med eldrift har en kontaktledning med hög elektrisk spänning över spåret. Denna kan utgöra livsfara. Till exempel används i Sverige, Norge, Tyskland och Österrike 15 000 volt växelspänning på 16 2/3 Hz, alltså en tredjedel av nuvarande nätfrekvens (50 Hz). Frankrike och Benelux har utom på höghastighetslinjerna likspänning på 1500–3000 volt. TGV (Train à grande vitesse) och en del andra höghastighetsbanor använder 25 000 volt på 50 Hz, liksom andra nyligen elektrifierade järnvägar i exempelvis Danmark och Storbritannien. (Äldre järnvägar i södra Storbritannien är elektrifierade med 750 volt likspänning från en strömskena.)
Läs mer:
- Elektrifierad järnväg
  - Traktionsmotor
    - Tyristor; Diesellok; Magnettåg

  - Strömavtagare
  - Kontaktledning för järnväg
  - Rälsåterledning
    - S-räl; Vagabonderande strömmar; Sugtransformator (BT-system); Spartransformator (AT-system)

  - Matning av kontaktledning
    - Omformare; Synkronmotor

### Olyckor
Under historien har större och mindre järnvägsolyckor inträffat. Den i Sverige allvarligaste olyckan inträffade den 1 oktober 1918, järnvägsolyckan i Getå, då 41 personer miste livet.
Det finns en internationell (och svensk) definition av en järnvägsolycka. Till och med 1993 var ett av kriterierna att skador till ett värde av minst 5 000 UIC Fr (ca 12 000 SEK) skall ha uppstått vid olyckan. 1994 höjdes detta belopp till 10 000 ecu (ca 100 000 SEK).
En vanlig typ av olyckor är plankorsningsolyckor. Där järnväg och väg korsar varann i samma plan kallas plankorsningar. Det finns tusentals plankorsningar i Sverige och Trafikverket verkar idag för att ta bort dessa plankorsningar eller öka säkerheten vid dem.

### Sabotage
Det finns både styrkor och svagheter i järnvägssystemet jämfört med till exempel flygtrafiken. Järnvägsstationer är ofta centralt placerade i städerna och lätta att komma till jämfört med flygplatser som ligger långt utanför städerna och har rigorösa säkerhetskontroller. Likaså är det vid en eventuell olycka ofta relativt enkelt att evakuera passagerare från ett tåg. Samtidigt är järnvägar känsliga mål för sabotage och terrorism eftersom det är så enkelt att komma ombord med illvilligt uppsåt. Järnvägsspåren och luftledningarna är också lätta att komma åt och sabotera. Historiens mest omfattande attack mot en järnväg var bombdådet i Madrid 11 mars 2004, en händelse som fick enorma inrikes- och utrikespolitiska konsekvenser i Spanien. Det finns säkerhetskontroller som på flygplatser för vissa tåg, till exempel Eurostar. Detta är dock inte vanligt. De attentat som förekommit har gällt lokaltåg och tunnelbanor, där rigorösa säkerhetskontroller inte är rimligt.

## Järnväg jämförd med andra transportmedel
Tågets yta vinkelrätt mot färdriktningen är liten i förhållande till lastens storlek. Detta minskar luftmotståndet. Genom att tåget rullar med hårda stålhjul på hårt stålräls blir också rullmotståndet mycket liten (jämfört med gummihjul som rullar på asfalt), vilket bidrar till att göra tåget till ett energisnålt transportmedel. Beträffande persontåg, så är tågets massa per passagerare relativt stor. Om tåget är dåligt belagt, blir därför energiekonomin sämre vid järnvägstransport. Det är därför väsentligt ur miljösynpunkt att trafiken anpassas efter efterfrågan och att tillgänglig kapacitet utnyttjas väl. Det kan finnas en samhällsekonomisk vinst med att bygga en järnväg, men det kan också finnas en samhällsekonomisk vinst med att lägga ned en.
Järnvägstrafiken är betydligt säkrare än vägtrafiken, räknat i olycksfall per transportarbete. Den är dessutom relativt okänslig för dåligt väder som snöstormar, dimma och regn. Passagerarkomforten är bättre på ett tåg än på en buss eller ett flygplan tack vare små kabinrörelser och stora utrymmen.
En nackdel hos järnvägen är de stora anläggningskostnaderna. En järnväg har mindre behov av bredd än en väg med motsvarande kapacitet, men kräver större horisontell jämnhet. Järnvägar i kuperad terräng blir ofta långa och krokiga för att inte få för stora lutningar, vilket dämpar hastigheterna och därmed sänker transportkapaciteten, alternativt med många tunnlar, vilket är mycket kostsamt att bygga.
Eftersom det är dyrt att bygga järnväg, och spårens avskrivningstid är lång, blir järnvägsnätets utformning "trögt". Det sägs att "lagt spår ligger", vilket har både en positiv och en negativ innebörd. Denna tröghet syns i Sveriges järnvägsnät, där stambanorna placerats efter 1800-talets transportbehov och visioner, se antikustprincipen.[källa behövs]
En faktor som tyvärr hämmar internationell tågtrafik i framförallt Europa är att olika länder har olika signalsystem, olika strömsystem och olika regler med mera utan särskilt effektiv samordning länderna emellan. Ett omfattande arbete har utförts av först och främst UIC för att förbättra järnvägens konkurrenskraft, främst med avseende på internationell godstrafik, men det går trögt och det tycks dröja innan hållbara lösningar och gemensamma regelverk kommer till stånd. Arbetet bedrivs idag delvis på EU-nivå med varierande framgång.
Det franska företaget Alstom innehar hastighetsrekordet på 574,8 kilometer sedan 3 april 2006, att jämföra med det svenska höghastighetsrekordet som innehas av en provversion Bombardiers Regina, vilket kommit upp i en hastighet av 303 kilometer i timmen.
 X2000 har varit uppe i 276 kilometer i timmen.
Detta kan jämföras med läget i USA, där det finns en stor uppsjö av järnvägsföretag, som dock genom hård standardisering och omfattande samarbete har lyckats åstadkomma en konkurrenskraftig järnväg för gods. För passagerare är järnvägen av liten betydelse i USA, bland annat på grund av billig bensin, bra vägar och bra flygutbud.
Tidigare fanns många olika spårvidder. Idag är större delen av Europas smalspårsnät nedlagda, dock finns flera länder med bredspår, exempelvis Finland, Ryssland, Spanien och Irland. Omlastning av gods eller omspårning av vagnar är ett besvärligt och tidsödande moment vid trafik med mer än en spårvidd inblandad. Även tullkontroller och liknande bidrar till att fördyra gränsöverskridande trafik.

## Järnvägar i världen
Järnväg finns på alla bebodda kontinenter, men på grund av varierande naturformer, ekonomisk historia, folktäthet, industrier och politiska system skiljer de sig markant från varandra. I allmänhet är järnvägar vanligast i tätbefolkade, industrialiserade områden med platt mark.

### Europa
Järnvägen är ett betydelsefullt transportmedel för både passagerare och gods i väsentligen hela Europa. I västra Europa finns särskilda höghastighetsjärnvägar som TGV, EuroStar och ICE.

#### Sverige

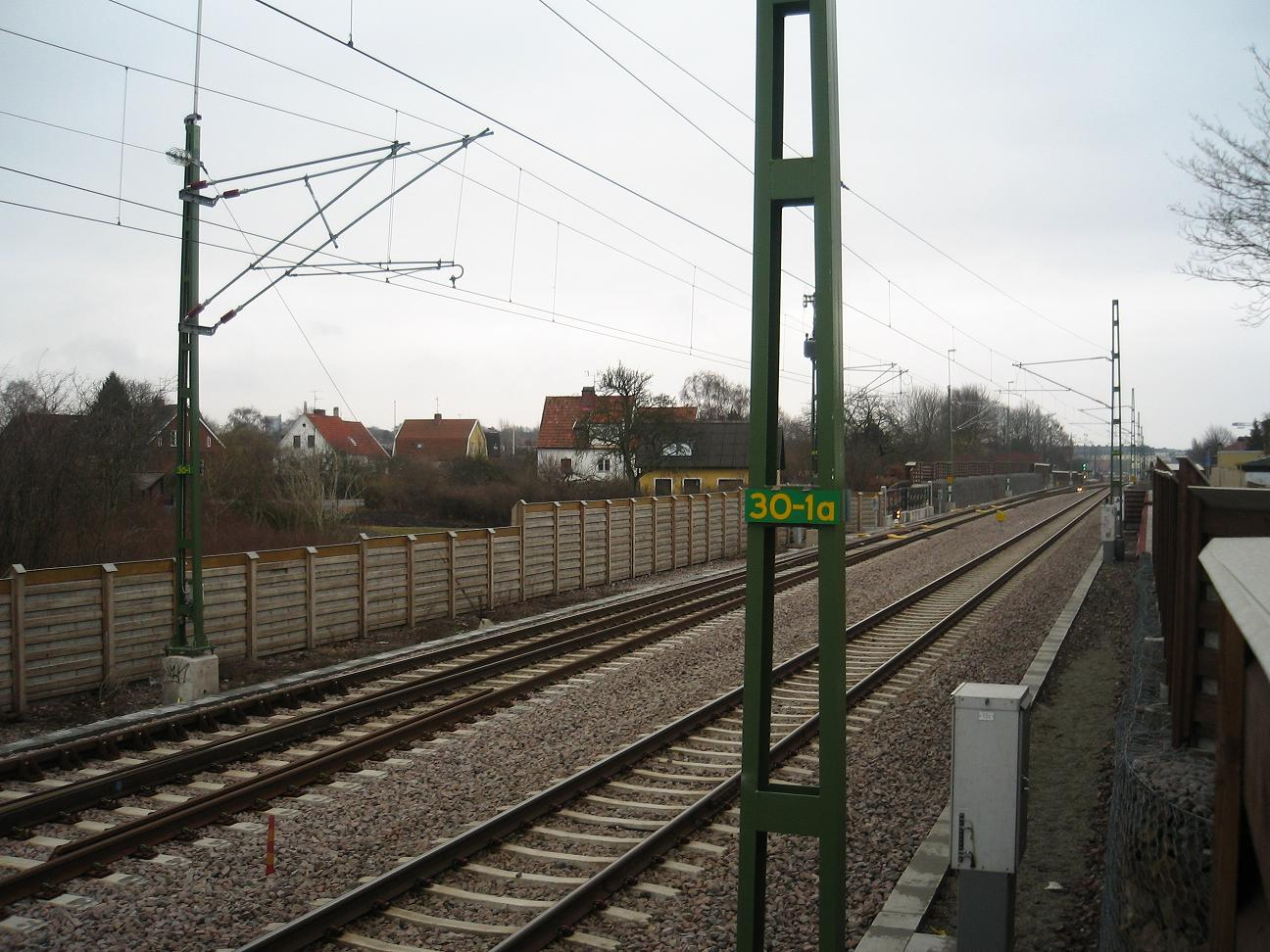
Västkustbanan genom Lund.

I Sverige ansvarar Trafikverket för konstruktion, underhåll och förvaltning av järnvägen. Trafikverket är dessutom sektorsmyndighet för järnvägen och svarar även för trafikledningen. Se även Transportstyrelsen. Inlandsbanan ägs och förvaltas av ett kommunägt bolag, IBAB.
De viktigaste trafikbolagen är SJ, Snälltåget, VR Groups dotterbolag VR Snabbtåg Sverige och VR Sverige och Vy Tåg för persontrafik, privata Hector Rail och statliga Green Cargo för godstransport. På malmbanan sköts malmtransporterna av LKAB Malmtrafik.
Det finns ingen särskild höghastighetsjärnväg i Sverige. Snabbtåg som SJ X2000 framförs på samma järnväg som övrig trafik. Sverige och Norge har samma banstandard och elsystem. För trafiken över Öresundsbron till Danmark krävs lok med två strömsystem, då Danmark har en annan standard. Till Tyskland går det trafik via tågfärjor mellan Trelleborg och Sassnitz. Tyskland har samma spårvidd och strömsystem som Sverige. Finland har en bredare spårvidd än Sverige, vilket hindrar samtrafik. Sverige har ett stort utbyte av vagnar med övriga Europa, inte minst containervagnar.

#### Tyskland
Tyskland har ett mycket väl utbyggt järnvägsnät som omfattar omkring 850 000 km järnvägsspår. Första järnvägen öppnades 1835. Järnvägarna når även ut till landets samtliga grannländer samt via tågfärja Sassnitz-Trelleborg även till Sverige. Tysklands järnvägsnät började byggas ut under mitten av 1870-talet och den första järnvägen byggdes på sträckan Hamburg-Kiel i Schleswig-regionen. 

#### Danmark
Danmark var det första skandinaviska landet som byggde järnvägar. Järnvägen Altona - Kiel, som då gick igenom danskt område, invigdes 1844. 1847 invigdes järnvägen Köpenhamn - Roskilde på Själland men därefter dröjde det innan järnvägsutbyggnaden tog fart i Danmark. En orsak till detta ligger i landets besvärliga geografi: Landskapet är visserligen platt och lämpar sig väl för järnvägsbyggen, men alla bosättningar ligger på öar till vilka kostsamma broar behövde anläggas. En tågresa mellan Köpenhamn och Århus, Danmarks största städer, betydde länge resa med tågfärja över Stora Bält och Lilla Bält. Detta förlängde restiderna rejält. Som kontrast kan dock nämnas att på Jylland som är förbundet med europeiska fastlandet fick järnvägsutbyggnaderna en stor omfattning.
Under 1920- och 1930-talen byggde danska staten mängder med broar för att förbinda flera av de större öarna med varandra. På så sätt byggdes bron över Lilla Bält som förband Odense med Århus och förkortade restiden mellan städerna. Även en järnväg från Köpenhamn till Gedser byggdes. Under efterkrigstiden har denna utvecklingen fortsatt med järnväg över Stora Bält, järnväg till färjeläget i Rödbyhavn (kortaste vägen mellan Köpenhamn och Hamburg) samt järnvägen över Öresundsbron vilka allesammans har betytt mycket för persontrafikens utveckling i Danmark.
Rent tekniskt har Danmark normalspår. Det danska järnvägsnätet är delvis tekniskt nedslitet med slitna gamla spår[källa behövs] och endast en mindre del av järnvägsnätet är elektrifierat (järnvägarna runt Köpenhamn, och sedan 2000 över Öresundsbron och Köpenhamn-Odense-Kolding-tyska gränsen). Godstrafiken på danska banorna är av liten omfattning jämfört med Sverige, vilket beror på att det inte finns ett lika stort behov av att transportera bulkvaror som timmer och malm på danska järnvägar. Dessutom har godstrafiken på järnväg hård konkurrens av lastbilstrafiken på grund av de korta avstånden inom landet. Stora Bält var förr ett svårt hinder för godståg på grund av färjan, där godstågen måste delas upp och rangeras på och av. Det går en hel del godståg mellan Sverige och Tyskland via Stora Bältbron numera.

#### Norge
Järnvägsnätet i Norge består av 4 077 km med normalspår, där 2 518 är elektrifierat och 214 km är dubbelspår. Det finns 702 tunnlar och 2 804 broar.
Det första järnvägen var Oslo-Eidsvoll (där ångfartyg på Mjösa anslöt) år 1854, före Sveriges första järnväg, därefter Oslo-svenska gränsen 1862. Den första långdistansbanan var Rörosbanan, klar först 1877. Banan till Bergen blev klar först 1908. Norge var ett självständigt land i de flesta avseenden och fick ingen hjälp av Sverige att bygga järnväg trots unionen. Landet var glest befolkat och svårt att bygga i.
1883 blev järnvägsnätet statligt ägt efter att ha varit i privat drift.

### Afrika
Järnvägsnätet i Afrika består oftast av smalspår, och är för det mesta glest. Det mesta av järnvägsnätet byggdes under kolonialtiden då det vanliga var att en bana drogs från en hamn och in i inlandet där det fanns naturresurser som sedan kunde köras ner till hamnarna och skeppas ut. Flera afrikanska storstäder uppstod på det viset, bland annat Nairobi i Kenya som grundades som en stor verkstad för järnvägstrafikens underhåll på höglandet. Idag ligger mycket av trafiken på vissa banor nere på grund av inbördeskrig, delningar mellan olika stater som under kolonialtiden var under samma moderland med mera. Sydafrika har det största nätet. I Algeriet och Marocko byggs nya snabbtågslinjer (klara cirka 2015).
Se även Kategori:Järnväg i Afrika

### Asien

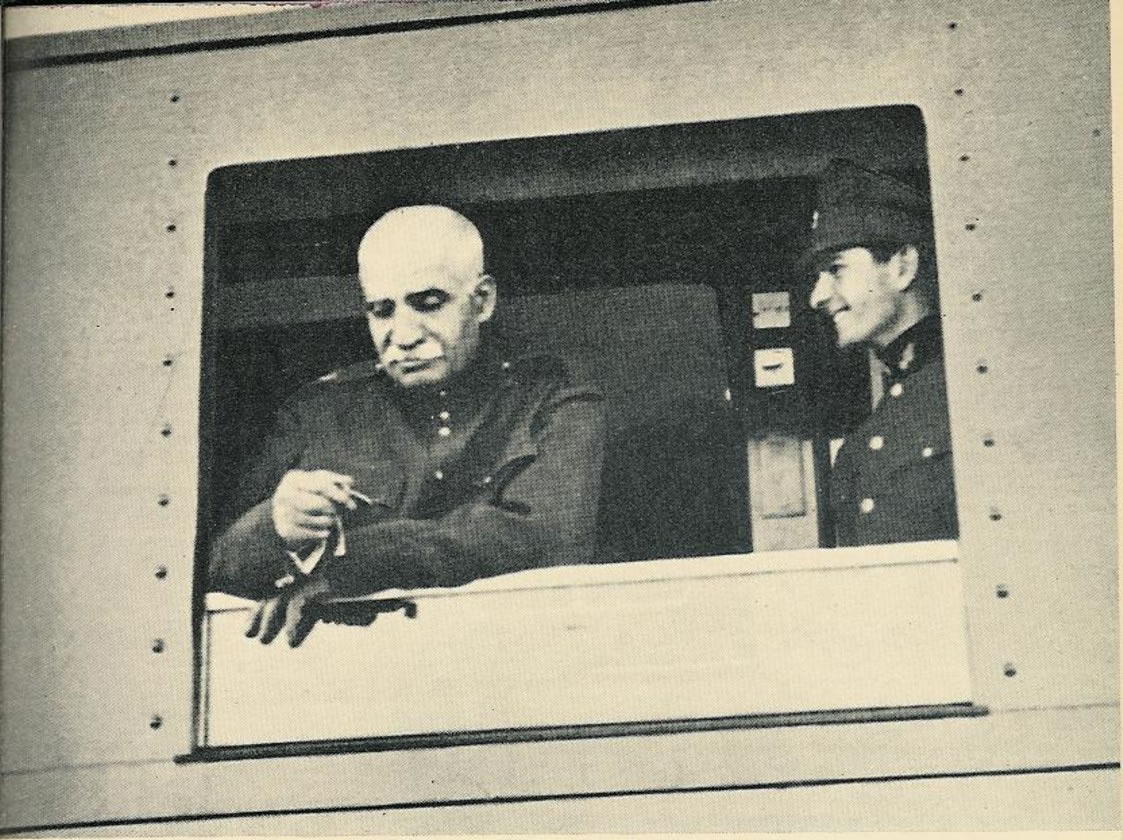
Reza Pahlavi och hans son Mohammad Reza kontrollerar ett tågs ankomsttid på den transiranska järnvägen 1937

En strategiskt viktig järnväg är den transiranska järnvägen som fyllde en nyckelroll för de allierade under andra världskriget, i synnerhet för Storbritannien och Sovjetunionen. Den iranska järnvägen förbinder sedan 2014 Persiska viken med Centralasien.
Järnvägarna i de tätbefolkade områdena i Indien, Kina och Japan transporterar enorma mängder passagerare. Kina bygger kontinuerligt ut sitt järnvägsnät för att betjäna landets expanderande industrier.
Tågen är i allmänhet långsamma. Det går i teorin att åka tåg till exempel Sverige-Singapore via Ryssland-Kina-Vietnam-Thailand men det skulle ta 2–3 veckor. I södra Asien är det flera svårpasserade gränser och att åka tåg Sverige–Singapore via Turkiet-Indien skulle vara mycket svårt och kräva långa sträckor med buss.
Japan har ett väl utbyggt nät av snabbtåg – Shinkansen som är det äldsta renodlade snabbtågsnätet. I övrigt konkurrerande bolag som har egna järnvägsnät, uteslutande smalspåriga.

### Australien
I Australien förekommer huvudsakligen tre olika spårvidder, 1067 mm, 1435 mm och 1600 mm. Järnvägsnätet mellan Australiens huvudstäder är normalspår (1435 mm). Järnvägen används huvudsakligen för transport av råvaror som stenkol. En typisk australiensisk konkurrent till järnvägen är lastbilen. Den 4 352 kilometer långa järnvägen mellan Sydney och Perth, innehåller världens längsta raksträcka - 478 kilometer rakspår, över den trädlösa öknen Nullarbor Plain (nulli arbores = lat. inga träd). Persontåget Indian Pacific trafikerar sträckan en eller två gånger i veckan, i vardera riktningen, en resa som tar 65 timmar. Tågets namn härstammar från att det går mellan två världshav Indiska oceanen och Stilla havet, som på engelska heter Indian Ocean och Pacific Ocean, över en hel kontinent. Som i USA lider persontrafiken på kortare sträckor av konkurrens med bilar som har billig bensin och på långa sträckor av konkurrens med flyget. Däremot är förortstrafiken i storstäderna omfattande, till exempel Sydneys pendeltågsnät som liknar tunnelbana men är järnväg.

### Nordamerika

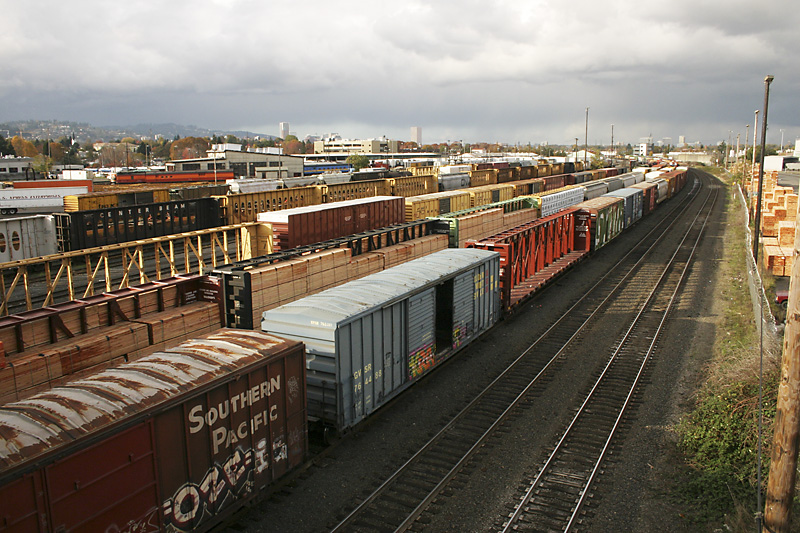
En godsbangård i Portland, Oregon.

I USA är endast en liten del av järnvägarna elektrifierade. Passagerartrafiken är begränsadMall:Förtydiga till förmån för bil- och flygtrafik. En av de få lönsamma passagerarlinjerna i USA är den så kallade Northeast Corridor som går från Washington via Baltimore, Philadelphia och New York och slutar i Boston, där USA:s enda höghastighetståg går. På sträckan Washington-New York är tågen jämbördiga tidsmässigt med flygen och vinner klart över bil- och busstrafik.
Baltimore and Ohio Railroad öppnade sin första sträcka 1830 och var det första av många privata bolag. USA:s järnvägsnät var som störst kring 1920, men sedan dess har omkring 45% av järnvägsnätet försvunnit. Sedan 1971 är det det federalt ägda bolaget Amtrak som sköter all passagerartrafik. Järnvägsnätet i USA är mer inriktat på att transportera gods och skrymmande bulkvaror jämfört med Europa där passagerartrafiken står mer i fokus.
I Kanada är situationen ganska lik den i USA. Båda länderna är vidsträckta. En av förutsättningarna för att landet skulle skapas i mitten av 1800-talet var att en kust- till kustjärnväg anlades. En sådan stod klar 1888 med slutstation västerut i Vancouver som sedan dess vuxit till att bli en storstad med en internationellt betydande hamn. Två decennier senare stod en ny transkanadensisk järnvägslinje färdig med en nordligare sträcka, delvis byggd på spekulation och delvis byggd efter gruvbolagens önskemål. Den banan har alltid varit en mer renodlad godsbana.

## Övriga spårburna transporter
Andra former av spårtrafik:
- Spårväg
- Tunnelbana
- Högbana
- Monorail
- Spårtaxi
- Bergbana
- Berg- och dalbana
- Trädgårdsjärnväg